# Luigi di Blois
Luigi di Blois in francese: Louis de Blois (1171 circa – Adrianopoli, 15 aprile 1205) fu conte di Blois, Chartres, Châteaudun, Provins e anche Clermont (per diritto di matrimonio) dal 1191 alla sua morte.

## Origine
Secondo il documento n° XXV degli Archives de la Maison-Dieu de Châteaudun, Luigi era figlio del conte di Blois, Châteaudun, Chartres e Provins, Tebaldo V di Blois e, come conferma anche la Chronica Albrici Monachi Trium Fontium di Alice di Francia che, sia secondo il cronista e monaco benedettino inglese, Matteo di Parigi, che secondo la Chronica Albrici Monachi Trium Fontium, era la figlia secondogenita di Luigi VII, detto il Giovane, re di Francia, e della duchessa d'Aquitania e Guascogna e contessa di Poitiers, Eleonora d'Aquitania, che, ancora secondo la Chronica Albrici Monachi Trium Fontium, era la figlia primogenita del duca di Aquitania, duca di Guascogna e conte di Poitiers, Guglielmo X il Tolosano e della sua prima moglie, Aénor di Châtellerault († dopo il 1130), figlia del visconte Americo I di Châtellerault e della Maubergeon, che al momento della sua nascita era l'amante di suo nonno Guglielmo IX il Trovatore.
Sia secondo Guglielmo arcivescovo della città di Tiro, nell'odierno Libano, che secondo la Chronica Albrici Monachi Trium Fontium Tebaldo V di Blois era il figlio maschio secondogenito del conte di Blois, di Chartres e di Châteaudun, Provins, signore di Sancerre e Amboise (Tebaldo IV), e poi conte di Conte di Champagne (conte di Troyes e conte di Meaux Tebaldo II), Tebaldo e della moglie, che sempre secondo la Chronica Albrici Monachi Trium Fontium era Matilde di Carinzia ( ca. 1106; † 1160) del Casato degli Sponheim, figlia del Margravio d'Istria, duca di Carinzia e reggente della Marca di Verona, Enghelberto e di Uta di Passau.
Sua madre, Alice era la sorellastra del re di Francia, Filippo Augusto (figli dello stesso padre), ma anche dei re d'Inghilterra, Riccardo Cuor di Leone e Giovanni Senzaterra (figli della stessa madre).

## Biografia
Luigi viene citato in due documenti degli Archives de la Maison-Dieu de Châteaudun, inerente a donazioni, assieme al padre o con entrambi i genitori:
- il n° XXV del 1183[2]
- il n° XXXII del 1190[8].

Suo padre, Tebaldo V partecipò alla terza crociata, e sua madre, Alice, nel 1190, alla partenza del marito, assunse la reggenza della contea, come conferma il documento n° XXXIII datato 1190, degli Archives de la Maison-Dieu de Châteaudun; molto probabilmente, nella reggenza fu affiancata da Luigi, che nel documento n° CXXIV delle Chartes Vendômoises, viene citato come conte di Blois e di Clermont (Louis C. de Blois et de Clermont), assieme alla madre, Alice (Adelicie comitisse Blessensis matris) e alla moglie, Caterina (Catharina uxore).
Secondo lo storico britannico e noto medievalista e bizantinista, Steven Runciman, suo padre, Tebaldo V, morì di dissenteria, all'Assedio di San Giovanni d'Acri (1189-1191); anche il cronista e monaco benedettino inglese, Matteo di Parigi, elenca Tebaldo assieme al fratello Stefano, conte di Sancerre (Theodbaldus Bloeensis comes, Stephanus frater eius comes), nei nobili che morirono durante l'assedio.
Alla morte del padre, Luigi gli succedette come conte di Blois, Châteaudun, Chartres e Provins.
In quello stesso anno, 1191, morì anche il suocero, Raul I, conte di Clermont, molto probabilmente all'Assedio di San Giovanni d'Acri (1189-1191), come conferma il Gisleberti Chronicon Hanoniense, citandolo tra i morti della terza crociata, per cui Luigi, per diritto di matrimonio, ereditò il titolo di conte di Clermont.
Si alleò con Riccardo Cuor di Leone contro Filippo II di Francia. Il 7 giugno 1196 firmò una carta che aboliva la schiavitù nella sua contea.
In quegli anni, Luigi viene citato in diversi documenti:
- il n° XLII degli Archives de la Maison-Dieu de Châteaudun, del 1196, assieme alla madre, Alice, alla moglie, Caterina e alla sorella, Margherita[15]
- il n° LI degli Archives de la Maison-Dieu de Châteaudun, del 1200, assieme alla moglie, Caterina, ai figli, Tebaldo e Giovanna, e alla sorella, Margherita[16].
- il n° CLI dei  Cartulaire de Notre-Dame de Chartres, tome II , del 1201, assieme alla moglie, Caterina, ai figli, Tebaldo Giovanna e Rodolfo, e alla sorella, Margherita[17]
- il n° LXVII degli Archives de la Maison-Dieu de Châteaudun, del 1202, assieme alla moglie, Caterina, ai figli, Tebaldo e Giovanna, e alla sorella, Margherita[18].

A seguito dell'appello del papa Innocenzo III del 1198, Luigi, assieme a tutti i partecipanti al torneo, organizzato nel 1199, nel suo castello di Écry-sur-Aisne, da suo cugino (figlio della zia, Maria di Francia, la sorella di sua madre), Tebaldo III, conte di Champagne, decise di aderire alla IV crociata; tra i partecipanti figuravano: Goffredo di Villehardouin, siniscalco della Champagne, col nipote Goffredo I di Villehardouin, futuro Principe di Acaia ed anche Simone IV di Montfort, signore di Montfort-l'Amaury e quinto conte di Leicester e futuro comandante della crociata albigese, Gualtieri III di Brienne, conte di Brienne e futuro Principe di Taranto, Duca di Puglia, Conte di Lecce e Re titolare di Sicilia e molto probabilmente Giovanni di Brienne, futuro re di Gerusalemme e imperatore latino di Costantinopoli. Pochi mesi dopo, nel febbraio del 1200, aderirono alla crociata anche i cognati di Tebaldo III, Baldovino IX, Conte delle Fiandre e di Hainaut che fu il primo imperatore dell'impero latino di Costantinopoli, assieme a suo fratello Enrico e nel corso di quello stesso anno, Tebaldo III, venne designato ad essere il capo della IV crociata; la scelta fu gradita anche da papa Innocenzo III.
Fu presa la decisione di iniziare l'impresa dall'Egitto, anziché dalla Palestina e per questo fu deciso di arrivare in Egitto via mare. Goffredo di Villehardouin firmò un contratto col doge di Venezia, Enrico Dandolo, che per 94000 marchi d'argento la flotta veneziana, nel 1202 avrebbe provveduto al trasporto da Venezia all'Egitto di 4500 cavalieri coi rispettivi cavalli, 9000 scudieri e 20000 fanti, il doge inoltre garantiva una scorta di 50 galee in cambio di metà delle future conquiste; il contratto fu ratificato dal papa.
Quando la delegazione si recò nella Champagne, per riferire a Tibaldo III, lo trovarono gravemente ammalato ed infatti, dopo poco, morì nel suo palazzo di Troyes, come conferma anche il Recueil des historiens des croisades. Historiens occidentaux., e a capo della crociata fu nominato il marchese del Monferrato Bonifacio I.
Nel 1202, Luigi partì, raggiunse Venezia, dove si imbarcò per la Quarta crociata, che conquistò Bisanzio due anni dopo fondando l'Impero latino ed il primo imperatore fu Baldovino I, Conte delle Fiandre e di Hainaut. 

A Luigi fu dato il titolo di duca di Nicea, benché la città non fosse stata conquistata dai crociati (Nicea fu difesa dai Bizantini e divenne la capitale dell'Impero di Nicea, che contrastò l'Impero latino).
Ma nel febbraio 1205 i Greci, che non gradivano che le loro chiese fossero governate da vescovi latini si ribellarono e furono aiutati dallo zar di Bulgaria Kaloyan, la cui proposta di alleanza era stata rifiutata da Baldovino I. La guarnigione fedele a Baldovino fu espulsa da Adrianopoli. Baldovino allora assieme a Enrico Dandolo, Luigi di Blois, e Goffredo di Villehardouin, lo storico e trovatore, marciò sulla città nell'intento di assediarla, ma l'esercito franco, il 14 aprile 1205, fu sconfitto, Baldovino cadde prigioniero dello Zar e Luigi rimase ucciso; gli Obituaires de Sens Tome II, Eglise cathédrale de Chartres, Obituaire du xii siècle confermano la morte di Luigi (Ludovicus comes Blesensis) il 15 aprile (XVII Kal Mai) e che la madre e la moglie fecero una donazione per la sua anima.

Alla morte di Luigi, nelle varie contee, gli succedette il figlio Tebaldo VI

## Matrimonio e discendenza
Nel 1184 Luigi aveva sposato Caterina di Clermont, che secondo il documento n° CCLX del Cartulaire de l'abbaye de Notre-Dame d'Ourscamp de l'ordre de Citeaux, datato 1178, era figlia del conte di Clermont, Rodolfo I, e della moglie Alice di Breteuil († 1196), figlia di Valerano III, Signore di Breteuil, discendente del Casato di Breteuil e della prima moglie, Holdeburge signora d'Ailly-sur-Noye e di Tartigny.
 Da Caterina di Clermont aveva avuto tre figli:
- Tebaldo VI[16] († 1218), conte di Blois, Chartres, Châteaudun e Clermont;
- Rodolfo († tra il 1201 ed il 1202), citato solo nel documento n° CLI dei  Cartulaire de Notre-Dame de Chartres, tome II , del 1201[17];
- Giovanna († dopo il 1202), citata un'ultima volta nel documento n° LXVII degli Archives de la Maison-Dieu de Châteaudun, del 1202[18].

## Ascendenza
|                         |                     |                          | Genitori                          |  |  | Nonni |  |  | Bisnonni            |  |  | Trisnonni            |  |
|                         |                     |                          |                                   |  |  |       |  |  | Stefano II di Blois |  |  | Tebaldo III di Blois |  |
|                         |                     |                          |                                   |  |  |       |  |  | Stefano II di Blois |  |  | Tebaldo III di Blois |  |
|                         |                     | Gersenda del Maine       |                                   |  |  |       |  |  | Stefano II di Blois |  |  |                      |  |
| Tebaldo II di Champagne |                     |                          |                                   |  |  |       |  |  | Stefano II di Blois |  |  |                      |  |
|                         |                     | Adele d'Inghilterra      | Guglielmo I d'Inghilterra         |  |  |       |  |  |                     |  |  |                      |  |
|                         |                     | Adele d'Inghilterra      | Guglielmo I d'Inghilterra         |  |  |       |  |  |                     |  |  |                      |  |
|                         |                     | Adele d'Inghilterra      | Matilde di Fiandra                |  |  |       |  |  |                     |  |  |                      |  |
| Tebaldo V di Blois      |                     | Adele d'Inghilterra      |                                   |  |  |       |  |  |                     |  |  |                      |  |
|                         |                     | Enghelberto II d'Istria  | Enghelberto I d'Istria            |  |  |       |  |  |                     |  |  |                      |  |
|                         |                     | Enghelberto II d'Istria  | Enghelberto I d'Istria            |  |  |       |  |  |                     |  |  |                      |  |
|                         |                     | Enghelberto II d'Istria  | Edvige                            |  |  |       |  |  |                     |  |  |                      |  |
| Matilde di Carinzia     |                     | Enghelberto II d'Istria  |                                   |  |  |       |  |  |                     |  |  |                      |  |
|                         |                     | Uta di Passau            | Ulrico di Passau                  |  |  |       |  |  |                     |  |  |                      |  |
|                         |                     | Uta di Passau            | Ulrico di Passau                  |  |  |       |  |  |                     |  |  |                      |  |
|                         |                     | Uta di Passau            | Adelaide di Megling-Frontenhausen |  |  |       |  |  |                     |  |  |                      |  |
| Luigi di Blois          |                     | Uta di Passau            |                                   |  |  |       |  |  |                     |  |  |                      |  |
|                         | Luigi VI di Francia | Filippo I di Francia     |                                   |  |  |       |  |  |                     |  |  |                      |  |
|                         | Luigi VI di Francia | Filippo I di Francia     |                                   |  |  |       |  |  |                     |  |  |                      |  |
|                         | Luigi VI di Francia | Berta d'Olanda           |                                   |  |  |       |  |  |                     |  |  |                      |  |
| Luigi VII di Francia    | Luigi VI di Francia |                          |                                   |  |  |       |  |  |                     |  |  |                      |  |
|                         |                     | Adelaide di Savoia       | Umberto II di Savoia              |  |  |       |  |  |                     |  |  |                      |  |
|                         |                     | Adelaide di Savoia       | Umberto II di Savoia              |  |  |       |  |  |                     |  |  |                      |  |
|                         |                     | Adelaide di Savoia       | Giselda di Borgogna               |  |  |       |  |  |                     |  |  |                      |  |
| Alice di Francia        |                     | Adelaide di Savoia       |                                   |  |  |       |  |  |                     |  |  |                      |  |
|                         |                     | Guglielmo X di Aquitania | Guglielmo IX d'Aquitania          |  |  |       |  |  |                     |  |  |                      |  |
|                         |                     | Guglielmo X di Aquitania | Guglielmo IX d'Aquitania          |  |  |       |  |  |                     |  |  |                      |  |
|                         |                     | Guglielmo X di Aquitania | Filippa di Tolosa                 |  |  |       |  |  |                     |  |  |                      |  |
| Eleonora d'Aquitania    |                     | Guglielmo X di Aquitania |                                   |  |  |       |  |  |                     |  |  |                      |  |
|                         |                     | Aénor di Châtellerault   | Aymeric I di Châtellerault        |  |  |       |  |  |                     |  |  |                      |  |
|                         |                     | Aénor di Châtellerault   | Aymeric I di Châtellerault        |  |  |       |  |  |                     |  |  |                      |  |
|                         |                     | Aénor di Châtellerault   | Dangereuse de L'Isle Bouchard     |  |  |       |  |  |                     |  |  |                      |  |
|                         |                     | Aénor di Châtellerault   |                                   |  |  |       |  |  |                     |  |  |                      |  |

### Fonti primarie
- (LA)  Chartes Vendômoises.
- (LA)  Matthæi Parisiensis, monachi Sancti Albani, Chronica majora, vol I.
- (LA)  Matthæi Parisiensis, monachi Sancti Albani, Chronica majora, vol II.
- (LA)  Archives de la Maison-Dieu de Châteaudun.
- (LA)  Cartulaire de Notre-Dame de Chartres, tome II.
- (LA)  Cartulaire de l'abbaye de Notre-Dame d'Ourscamp de l'ordre de Citeaux.
- (LA)  Obituaires de la province de Sens. Tome 2.
- (LA)  Monumenta Germaniae Historica, Scriptores, tomus XXV.
- (LA)  Monumenta Germaniae Historica, Scriptores, tomus XXI.
- (LA)  Monumenta Germanica Historica, tomus XXIII.
- (LA)  Historia Rerum in partibus transmarinis gestarum.
- (FR)  Recueil des historiens des croisades. Historiens occidentaux. Tome II.

### Letteratura storiografica
- D.M. Nicol, "La quarta crociata e gli imperi greco e latino, 1204 - 1261", cap. XIV, vol. III (L'impero bizantino) della Storia del mondo medievale, 1999, pp. 503–558
- M. Dinic, "I Balcani (1018 - 1499)", cap. XVII, vol. IV (La riforma della chiesa e la lotta tra papi e imperatori') della Storia del mondo medievale, 1999, pp. 596–643